# Physique d'Aristote
La physique d'Aristote est une description de la nature qu'a proposée Aristote (384-322 av. J.-C.) dans son ouvrage Physique. Au XXIe siècle, son approche est désuète, même si sa théorie des quatre éléments est évoquée à l'occasion.
Le philosophe grec a tenté d'établir des principes généraux pour les changements dont les corps naturels sont les sièges, qu'ils soient vivants, inanimés, célestes ou terrestres  –  y compris les mouvements (changements par rapport à un lieu), les changements quantitatifs  (changements par rapport à la taille ou au nombre), les changements qualitatifs et les changements substantiels (« devenir » [venir à l'existence, génération] ; « disparaître » [ne plus exister, « corruption »]). 
Sa physique couvre un champ de la connaissance aujourd'hui fragmenté en plusieurs domaines, dont la philosophie de l'esprit, l'expérience sensorielle, la mémoire, l'anatomie et la biologie. Sa physique constitue le fondement d'une partie de son œuvre.
Les concepts centraux de la physique d'Aristote sont la structuration du cosmos en sphères concentriques, avec la Terre au centre et les sphères célestes autour. La sphère terrestre est constituée des quatre éléments (terre, air, feu et eau, tous sujets à changer et à dégénérer). Les objets constitués de ces quatre éléments sont dotés de mouvements naturels : ceux composés de terre et d'eau tendant à tomber ; ceux d'air et de feu tendent à monter. La vitesse de leur déplacement dépend de leur masse et de la densité du médium. Aristote a avancé que le vide ne peut exister puisque les vitesses y seraient infinies. Ce qui l'a mené à proposer un cinquième élément : l'éther immuable, pour les sphères célestes.
Pour le philosophe grec, quatre causes expliquent les changements vus sur la Terre : la matérielle, la formelle, l'efficiente et la finale. La biologie d'Aristote (en) s'appuie sur l'observation des types naturels, à la fois basiques et de groupes auxquels ils appartiennent. Il n'a jamais conduit d'expériences dans le sens moderne du terme ; il s'est appuyé sur des données, des observations de procédures (telle la dissection) et a fait des hypothèses sur les relations entre les quantités mesurables (telles la taille des corps et les durées de vie).

## Méthodes

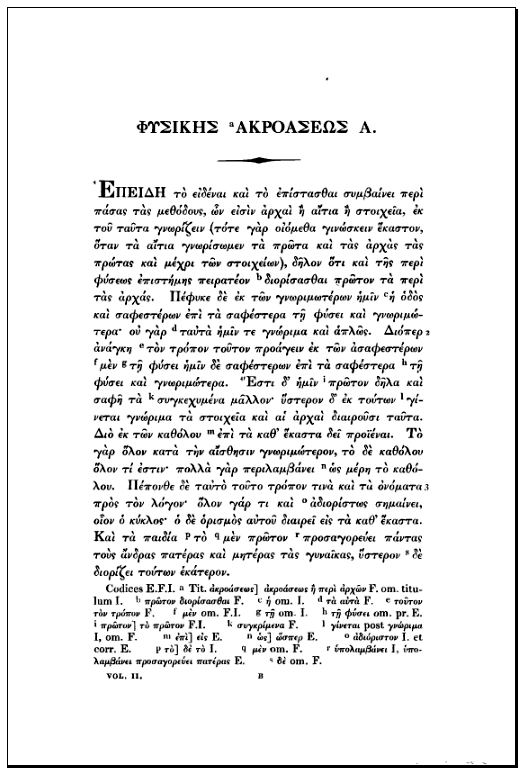
Une page de Physique par Aristote, édition de 1837 en grec. Ce livre aborde plusieurs sujets, dont la philosophie de la nature et des parties qui sont aujourd'hui regroupées sous le vocable de « Physique ».

Même s'ils sont cohérents avec l'expérience humaine courante, les principes d'Aristote ne s'appuient pas sur des expériences contrôlées et mesurables. Elles n'expliquent donc pas notre univers de façon précise et mesurée, une attente exigée par la science moderne. Les contemporains du philosophe grec, tel Aristarque de Samos, ont rejeté ces principes en faveur de l'héliocentrisme. Leurs idées n'ont toutefois pas été largement acceptées, car le rejet des principes était difficile en s'appuyant uniquement sur les observations quotidiennes. Les développements de la méthode scientifique ont permis de défier les conceptions d'Aristote, notamment grâce à des expériences et à des mesures de plus en plus précises (par exemple, avec la pompe à vide et le télescope).

## Concepts

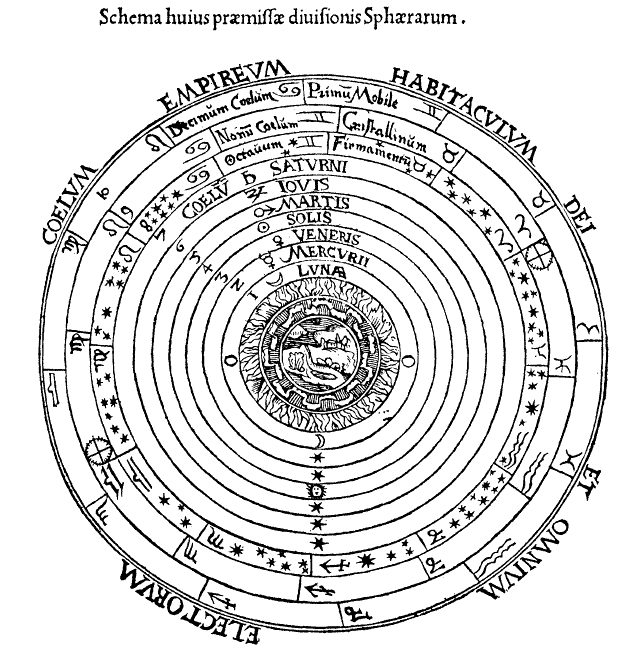
Représentation par Petrus Apianus de l'Univers (1524), fortement influencé par les idées d'Aristote.
Les sphères terrestres de l'eau et de la terre (représentées par des continents et des océans), au centre de l'Univers, sont entourés par les sphères de l'air puis du feu, là où les météorites et les comètes proviendraient selon Aristote et Apianus. Les sphères qui les entourent depuis le centre vers l'extérieur sont celles de la Lune, Mercure, Vénus, Soleil, Mars, Jupiter et Saturne, chacune symbolisée par un symbole de planète. La huitième sphère est le firmament des étoiles fixes, qui comprend les constellations visibles. La précession des équinoxes induit une coupure entre les divisions visibles et notionnelles du zodiaque ; les astronomes chrétiens du Moyen Âge ont ajouté une neuvième sphère, le Crystallinum, qui contient une version immuable du zodiaque,.
La dixième sphère est celle du Premier moteur d'Aristote. Au-dessus, la théologie chrétienne a placé l'« Empire de Dieu »
Ce diagramme ne montre pas comment Aristote a expliqué les courses complexes des planètes dans le ciel. Pour préserver le principe du mouvement circulaire considéré comme parfait, il a proposé que chaque planète était déplacé à travers plusieurs sphères emboîtées, leurs pôles étant connectés à chaque sphère plus externe, mais avec leur axe de rotation différent d'une planète à une autre.

### Éléments et sphères
Aristote a considéré l'univers comme des sphères terrestres « corruptibles » et où les humains vivent et se meuvent, ainsi qu'en sphères célestes immuables. Aristote croit que n'importe quel objet des sphères terrestres peut être façonné avec quatre éléments qu'il suffit de quatre éléments pour façonner  : la terre, l'air, le feu et l'eau,.
Il soutient également que les cieux sont constitués d'éther, un cinquième élément sans poids et incorruptible (c'est-à-dire qui ne peut être modifié).
L'éther est aussi appelé « quintessence », ce qui signifie « cinquième être ».
Aristote considère les substances lourdes, tels le fer et d'autres métaux, constitués principalement de l'élément terre, les trois autres éléments terrestres étant en petites quantités. Les substances légères comprennent moins de terre relativement aux trois autres éléments.
Les quatre éléments n'ont pas été conçu par Aristote, mais par Empédocle. Cette théorie a été abandonnée au profit des éléments chimiques, substances découvertes empiriquement par les chercheurs à partir du XIXe siècle.

#### Sphères célestes
Selon Aristote, le Soleil, la Lune, les planètes et les étoiles sont emboîtés dans des parfaites « sphère de cristal » qui tournent éternellement à des rythmes fixes. Parce que ces sphères ne peuvent changer, sauf tourner, le mouvement de la sphère terrestre du feu explique le feu, la lumière stellaire et les météorites.
La sphère la plus basse, la Lune, est la seule sphère céleste qui entre en contact avec la matière sublunaire susceptible de changement, entraînant les éléments raréfiés du feu et de l'air qui se trouvent sous elle pendant sa rotation.
Les sphères célestes sont composées d'un élément spécial, l'éther, éternel et immuable, dont la seule capacité est le mouvement circulaire uniforme à un rythme précis (relativement au mouvement diurne de la sphère la plus extérieure des étoiles fixes).
Les « sphères de cristal », concentriques et éthérées, qui portent le Soleil, la Lune et les étoiles tournent continuellement et éternellement. Les sphères sont emboîtées les unes dans les autres pour justifier les « étoiles errantes », c'est-à-dire les planètes qui, au contraire du Soleil, de la Lune et des étoiles, se déplacent de façon erratique dans le ciel. Mercure, Vénus, Mars, Jupiter et Saturne sont les seules planètes visibles à l'œil nu, ce qui explique que les planètes Neptune et Uranus ne sont pas des étoiles errantes dans le cadre de la modèle aristotélicien, ni les astéroïdes d'ailleurs. Plus tard, la théorie des sphères concentriques a été délaissée au profit du modèles des épicycles de Claude Ptolémée.

### Changements terrestres

Les quatre éléments terrestres.

À l'opposé de l'éther céleste, éternel et immuable, chacun des quatre éléments terrestres peut se transformer en l'un des deux autres éléments qui partagent au moins une propriété. Par exemple, le froid et humide (l'eau) peut changer en chaud et humide (l'air) ou le froid et sec (la terre). Le feu est obtenu à la suite de deux transformations. 
Ces propriétés sont attribuées à une substance réelle en fonction du travail qu'elle peut accomplir, à savoir chauffer ou refroidir, dessécher ou humidifier. Les quatre éléments existent seulement en fonction de cette capacité et relativement à un travail potentiel. Puisque l'élément céleste est immuable, seuls les quatre éléments peuvent « devenir » et « disparaître » ; Aristote, dans son De Generatione et Corruptione (Περὶ γενέσεως καὶ φθορᾶς), indique « génération » et « corruption ».

### Place naturelle
Aristote justifie la gravité en affirmant que tous les objets se déplacent vers leur place naturelle. Pour les éléments terre et eau, cette place est au centre (géocentrique) de l'Univers. La place naturelle de l'eau est une coquille concentrique parce que la terre est plus lourde (elle coule dans l'eau). La place naturelle de l'air est aussi une coquille concentrique qui entoure celle de l'eau (les bulles montent dans l'eau). Finalement, la place naturelle du feu est plus élevée que celle de l'air mais avant celle de la sphère céleste la plus basse (qui soutient la Lune).
Dans le livre Delta de son ouvrage Physique (IV.5), le philosophe grec définit topos (place) selon deux corps, l'un comprenant l'autre : une « place » est la surface intérieure du premier (qui contient le corps) qui touche la surface extérieure du second (le corps qui est contenu). Cette définition a dominé le discours philosophique jusqu'au début du XVIIe siècle, même si elle a été remise en question et débattu par des philosophes depuis l'Antiquité.
La première critique qui s'appuie sur des arguments géométriques remonte au XIe siècle par le polymathe arabe Alhazen.

### Mouvement naturel
Les objets terrestres montent ou tombent, de façon plus ou moins prononcée, selon les proportions des quatre éléments dont ils sont composés. Par exemple, la terre, l'élément le plus dense, et l'eau, tombent vers le centre du cosmos ; donc, la planète Terre et la majorité de ses eaux, sont déjà au repos. Pour les deux autres éléments moins denses, l'air et le feu, s'élèvent en s'éloignant du centre du cosmos.
Les éléments d'Aristote ne sont pas des substances philosophiques ou des substances dans le sens moderne du terme. Ce sont des abstractions utilisées pour expliquer les natures et les comportements variables de matériaux selon les proportions d'éléments.
Le mouvement et le changement sont fortement reliés dans la physique aristotélicienne. Le mouvement implique un changement d'une puissance à un acte.
Le philosophe grec donne comme exemples quatre types de changements : en substance, en qualité, en quantité et en position.

Lois du mouvement d'Aristote. Dans son ouvrage Physique, il affirme que les objets tombent à une vitesse proportionnelle à leur poids (P) et inversement proportionnelle à la densité du fluide dans lequel ils se déplacent. Ces approximations sont correctes à la condition que les objets se trouvent dans le champ gravitationnel de la Terre et qu'ils se déplacent dans l'air ou dans l'eau.

Aristote propose que la vitesse à laquelle deux corps de forme identique coule ou tombe est directement proportionnelle à leur poids et inversement proportionnelle à la densité du médium dans lequel ils se déplacent.
Pour les objets se déplaçant dans un médium sans résistance, Aristote mentionne qu'il n'y a pas de limite à leur vitesse. 
Plus tard, Galilée (1564-1642) démontre que les hypothèses d'Aristote ne s'appliquent pas puisque des objets de poids différents soumis à la gravité atteignent le sol en même temps.
En exceptant les tendances naturelles à s'élever et à tomber des objets, les mouvements artificiels ou forcés de façon transversale sont les effets de collisions turbulentes, de glissements et de transmutations entre les éléments. Dans son ouvrage Metaphysique, Aristote examine les accidents (συμβεβηκός, symbebekòs), mouvements qui n'ont aucune cause apparente, qu'il affirme avoir été provoqués par la chance.

### Continuum et vide
Aristote argue contre les indivisibles de Démocrite (entités distinctes des particules  –  notion décrite et utilisée par les philosophes-scientifiques à partir du XVIe siècle  –  et des atomes au sens moderne). Puisqu'il ne contient rien, Aristote plaide également contre le vide. En effet, puisqu'il n'oppose aucune résistance, tous les objets qui l'entourent devraient le remplir immédiatement. Il est donc impossible de former un vide permanent.
Le vide de l'astronomie moderne (comme le Vide local adjacent à la Voie lactée) a un effet opposé : ultimement, les corps décentrés sont expulsés du vide à cause de l'attraction des objets galactiques qui l'entourent.

### Quatre causes
Selon Aristote, quatre causes expliquent tout changement. Il écrit : « nous ne connaissons pas une chose avant d'avoir compris son pourquoi, c'est-à-dire sa cause »,,.
Les quatre types de causes sont : matérielle, formelle, efficiente et finale,,.

#### Matérielle
La cause matérielle d'une chose est ce de quoi elle est constituée. Pour une table, ça pourrait être du bois ; pour une statue, ça pourrait être du bronze ou du marbre.

#### Formelle
La cause formelle d'une chose est une propriété essentielle qui en fait ce type de chose. Dans Métaphysique, livre A, Aristote insiste que la forme est étroitement reliée à l'essence et la définition. Il mentionne par exemple que le rapport 2:1, et les nombres en général, est la cause de l'octave.

#### Efficiente
La cause efficiente d'une chose est la principale opération par laquelle la matière prend sa forme. Par exemple, la cause efficiente d'un bébé est un parent de la même espèce ; celle d'une table est le charpentier, qui connaît la forme de la table. Dans son Physique II, 194b29-32, Aristote écrit : « il y a ce qui est à l'origine première du changement et de sa cessation, comme le délibérant qui est responsable [de l'action] et le père de l'enfant, et en général le producteur de la chose produite et celui qui change la chose changée. »

#### Finale
La cause finale est celle qui permet à une chose d'arriver, son but ou son objectif téléologique : pour une graine qui germe, c'est le plant adulte ; pour une balle en haut d'une rampe, c'est de descendre à sa position de repos au bas ; pour un œil, c'est de voir pour un couteau, c'est de couper.

### Biologie
Selon Aristote, la science des choses vivantes procède par l'accumulation d'observations à propos de chaque type naturel d'animal, en les organisant en genres et en espèces (Histoire des animaux), puis en étudiant les causes (Parties des animaux et Génération des animaux), étude qu'il rapporte dans ses trois principaux ouvrages en biologie.

#### Organisme et mécanisme
Les quatre éléments sont les constituants du matériel uniforme, tels le sang, la chair et les os, qui sont à leur tour la matière dont sont faits les organes non uniformes du corps, tels le cœur, le foie et les mains, « qui, à leur tour, en tant que parties, forment la matière du corps fonctionnant en entier (Parties des animaux II. 1 646a 13—24) »,.
Les choses ne sont cependant pas aussi sombres que cela. D'une part, il est inutile d'essayer de s'engager dans une science réductionniste si l'on n'a pas les moyens, empiriques et conceptuels, de le faire avec succès : la science ne devrait pas être simplement une métaphysique spéculative sans fondement. Mais plus encore, il y a un intérêt à décrire le monde en des termes aussi téléologiquement chargés : cela donne un sens aux choses d'une manière que les spéculations atomistes ne permettent pas. De plus, le discours d'Aristote sur les formes-espèces n'est pas aussi vide que ses opposants pourraient l'insinuer. Il ne dit pas simplement que les choses font ce qu'elles font parce que c'est le genre de choses qu'elles font : tout l'intérêt de sa biologie classificatoire, clairement illustré dans Parties des animaux, est de montrer quelles sortes de fonctions vont avec quoi, lesquelles présupposent lesquelles et lesquelles sont subordonnées à lesquelles. Et dans ce sens, la biologie formelle ou fonctionnelle est susceptible d'un type de réductionnisme. Nous commençons, nous dit-il, par les types d'animaux de base que nous reconnaissons tous pré-théoriquement (mais pas indéfectiblement) (cf. PA I.4) : mais nous montrons ensuite comment leurs parties sont liées les unes aux autres : pourquoi, par exemple, seules les créatures sanguines ont des poumons, et comment certaines structures dans une espèce sont analogues ou homologues à celles d'une autre (comme les écailles chez les poissons, les plumes chez les oiseaux, les poils chez les mammifères). Et les réponses, pour Aristote, se trouvent dans l'économie des fonctions, et comment elles contribuent toutes au bien-être global (la cause finale en ce sens) de l'animal,. »

#### Psychologie
Selon Aristote, la perception et la pensée sont semblables, mais la perception vise les objets externes qui agissent sur nos sens alors que nous pouvons penser à ce que nous voulons. La pensée est à propos des universaux, du moment qu'ils ont été bien compris à partir de nos expériences avec des objets. 

## Commentaires médiévaux
La théorie aristotélicienne du mouvement a été critiquée durant le Moyen Âge. Des alternatives sont apparues, mieux en accord avec des observations.
Jean Philopon, au VIe siècle, accepte en partie la théorie du philosophe grec : la « poursuite du mouvement dépend de l'action continue d'une force », mais la modifie pour y inclure son idée qu'un objet lancé acquiert également une inclination (ou puissance motrice) à s'éloigner de la cause qui l'a mis en mouvement, inclination qui assure son mouvement continu. Cette vertu imprimée serait à la fois temporaire et grandissante, ce qui permettrait à n'importe quel mouvement d'éventuellement adopter le mouvement naturel d'Aristote.
Dans son Livre de la guérison (1027), le polymathe perse Avicenne développe la théorie de Philopon dans l'une des premières alternatives cohérentes à la théorie aristotélicienne. Les inclinations dans sa théorie du mouvement ne diminuent pas d'elles-mêmes, elles sont permanentes ; leurs effets sont dissipés par des agents externes, comme la résistance de l'air. Avicenne est donc « le premier à concevoir une telle vertu imprimée à un mouvement non naturel ». Ce mayl (mouvement auto-régulé) est « presque à l'opposé de la conception aristotélicienne d'un violent mouvement imprimé à un projectile ; elle rappelle plutôt le principe de l'inertie, c'est-à-dire la première loi de Newton »,.
Le perse Alhazen (965-1039) a discuté de la théorie de l'attraction des corps. Il a peut-être été au courant de l'intensité de l'accélération causée par la gravité et il a affirmé que les corps célestes « se soumettaient aux lois de la physique »,.
Pendant ses débats avec Avicenne, Alhazen critique aussi la théorie aristotélicienne de la gravité. Dans un premier temps, il rejette  l'existence de la flottabilité (ou gravité) dans les sphères célestes. Dans un second temps, il rejette la notion que le mouvement circulaire est une propriété innée des corps célestes.
Abu'l-Barakāt Hibat Allah ibn Malkā (1080-1165) a écrit al-Mu'tabar, une critique de la physique aristotélicienne où il rejette l'idée d'Aristote qu'une force constante produit un mouvement uniforme, ayant conclu qu'une force appliquée de façon continue produit une accélération, loi fondamentale en mécanique classique qui annonce la future seconde loi de Newton,.
Comme Newton, il décrit l'accélération comme un taux de changement de la vitesse.
Au XIVe siècle, Jean Buridan développe la théorie de l'impetus comme alternative à la théorie aristotélicienne du mouvement. Sa théorie est précurseure des concepts d'inertie et de quantité de mouvement en mécanique classique.
Buridan et Albert de Saxe (v. 1316-1390) s'appuient également sur les travaux d'Abu'l-Barakāt pour justifier l'augmentation de l’impetus, conséquence de l'accélération d'un corps en chute libre.
Au XVIe siècle, Al-Birjandi (en) discute de la possibilité de la rotation de la Terre et, comme conséquence de cette idée, développe une hypothèse semblable à celle de Galilée, l'« inertie circulaire ». 
Il l'a décrite ainsi :

## Contestation de la physique aristotélicienne

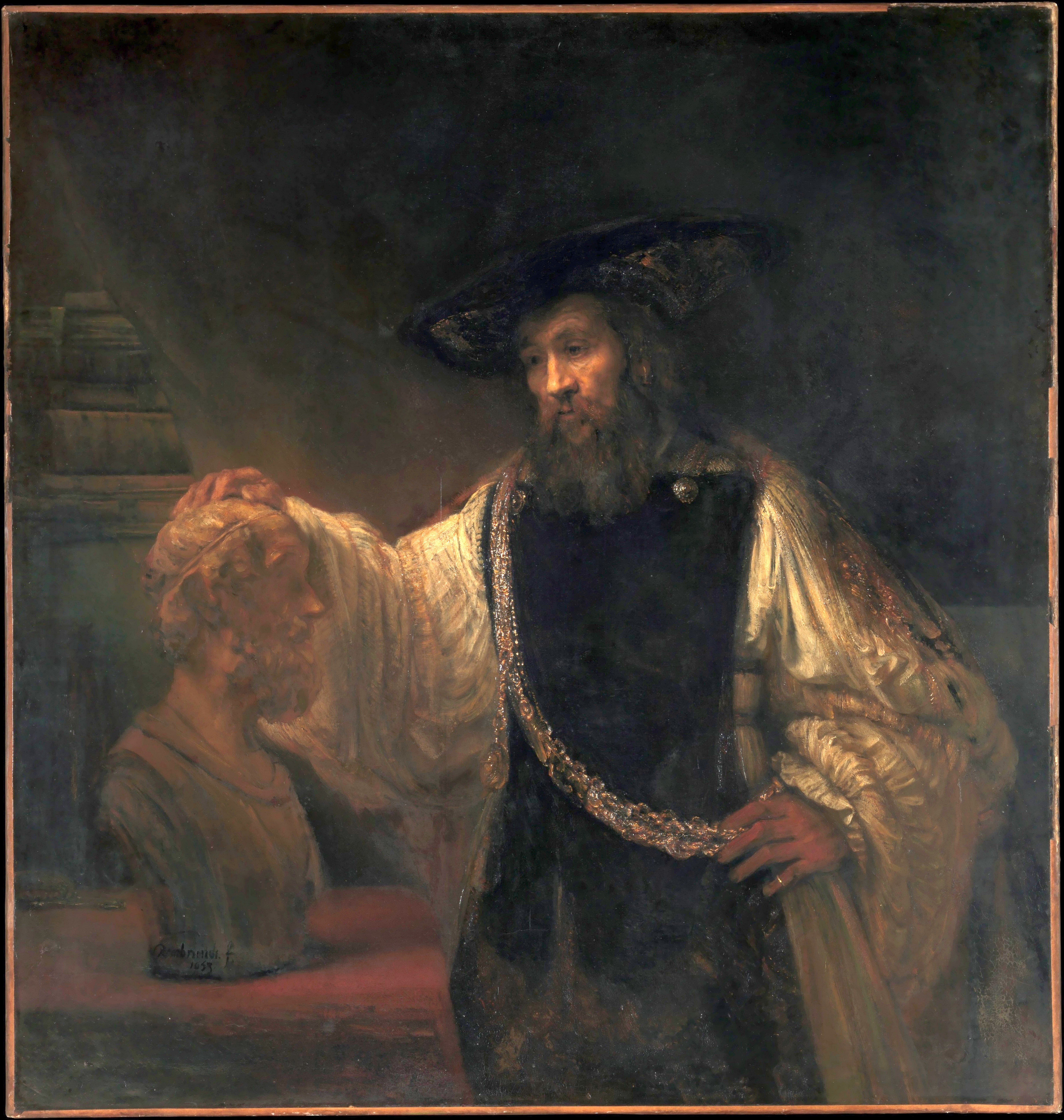
Aristote dépeint par Rembrandt (1653).

La domination de la physique aristotélicienne, probablement la première théorie de physique, a duré presque deux millénaires. Après les travaux de Nicolas Copernic, Tycho Brahe, Galilée, René Descartes et Isaac Newton, sa théorie est devenue marginale dans le discours scientifique faute de pouvoir modéliser correctement les phénomènes observés.
Malgré cet échec, elle a survécu à titre scolastique dans le curriculum d'enseignement des universités du XVIIe siècle.
En Europe, Galilée (1564-1642) discrédite de façon convaincante la théorie d'Aristote grâce à plusieurs observations. Utilisant un télescope, il observe que la Lune n'est pas lisse, elle comprend en effet des cratères et des montagnes, ce qui contredit l'idée du philosophe grec que la Lune est parfaitement lisse. Galilée critique aussi cette idée de façon théorique. Une Lune parfaitement lisse réfléchirait la lumière solaire de façon inégale comme une boule de billard, alors qu'une surface rugueuse réfléchit uniformément la lumière dans toutes les directions, ce qui permet de voir la Lune comme un disque, car n'importe quelle partie de sa surface reflète la lumière solaire de façon à peu près égale.
Galilée observe avec sa lunette astronomique que Jupiter est dotée d'un cortèges de lunes (c'est-à-dire d'objets qui tournent autour d'un corps céleste autre que la Terre). Il observe les phases de Vénus, ce qui démontre que cette planète (et Mercure de façon implicite) tourne autour du Soleil et non pas de la Terre.
Selon une légende, Galilée aurait fait tomber des boules de densités variables depuis la Tour de Pise et découvert que les boules les plus légères et les plus lourdes tombent dans des temps semblables,. Il est plus probable qu'il a fait rouler des boules sur un plan incliné, une chute libre suffisamment lente et où la frottement de l'air est négligeable pour mesurer les temps de descente sans avoir recours à des instruments très précis.
Dans un médium relativement dense tel que l'eau, un corps plus lourd tombe plus vite qu'un corps plus léger. Cette observation a amené Aristote à spéculer que le taux de chute est proportionnel au poids et inversement proportionnel à la densité du médium. De cette expérience avec des objets tombant dans l'eau, il conclut que l'eau est environ dix fois plus dense que l'air. Pour sa part, Galilée, en pesant un volume d'air compressé, démontre que le philosophe grec a surestimé la densité de l'air par un facteur de quarante. De ses expériences avec des plans inclinés, il conclut que si le frottement est négligé, tous les corps chutent aux mêmes vitesses (à la condition supplémentaire de négliger la densité relative du médium par rapport à la densité du corps en chute ; si ce rapport est très grand, on peut négliger ce facteur. Aristote a correctement noté que la densité du médium est un facteur mais il a préféré se concentrer sur le poids du corps. Galilée a négligé la densité du médium, ce qui lui a permis de conclure correctement pour un objet se déplaçant dans le vide).
Galilée avance aussi un argument théorique pour soutenir sa conclusion. Si deux corps de poids différents et chutant à des vitesses variant à des taux différents, étaient reliés par une corde, est-ce que le système entier tomberait plus vite parce qu'il est plus massif ou tomberait moins vite parce que le corps plus léger ralentirait la chute du plus lourd ? Une seule réponse est possible : la vitesse de n'importe quel corps varie au même taux.
Les partisans d'Aristote savaient que la vitesse d'un corps en chute libre n'est pas uniforme ; ils ont en effet avancé que la vitesse variait avec le temps. Puisque le temps est une quantité abstraite, les péripatéticiens ont postulé que la vitesse est proportionnelle à la distance parcourue. Galilé a démontré que la vitesse est proportionnelle au temps et a également démontré théoriquement que la vitesse ne peut pas être proportionnelle à la distance. En termes modernes, si le temps de chute est proportionnel à la distance, alors l'expression différentielle pour une distance parcourue y après un temps t est :
{\displaystyle {dy \over dt}\propto y}
avec la condition {\displaystyle y(0)=0}. Galilée a démontré que ce système resterait à {\displaystyle y=0} en tout temps. Si une perturbation amenait le système à se déplacer, la vitesse de l'objet grandirait de façon exponentielle en fonction du temps, et non pas de façon quadratique.
Se tenant sur la surface de la Lune en 1971, David Scott a répété l'expérience de Galilée en faisant tomber en même temps une plume d'oiseau et un marteau. À cause de l'absence d'atmosphère, les deux objets ont tombé à la même vitesse et ont touché le sol en même temps.
La première théorie de la gravitationnelle authentique — où deux masses s'attirent l'une et l'autre par une force qui décroît selon l'inverse du carré de la distance entre elles — est la loi universelle de la gravitation. Plus tard, une loi plus générale est apparue : la relativité générale d'Albert Einstein.

## Regards modernes sur la physique d'Aristote
La physique moderne diffère sensiblement de celle d'Aristote, la principale différence étant l'usage extensif des mathématiques, qui sont pratiquement absentes dans l'ouvrage du philosophe grec. 
Des chercheurs modernes demandent si Aristote s'est suffisamment appuyé sur des observations empiriques, et sa physique pourrait donc être qualifiée de science, ou s'il n'a surtout développé à partir de spéculations philosophiques, et sa physique ne suivrait donc pas la méthode scientifique.
Peu importe, Aristote a posé des jalons qui ont mené à la physique moderne.
Le physicien Carlo Rovelli argue que la physique d'Aristote est une représentation exacte et non-intuitive d'un domaine particulier (mouvement dans les fluides) et est donc aussi scientifique que les lois du mouvement de Newton, qui sont exactes si, par exemple, les objets ne se déplacent pas à des vitesses proches de la vitesse de la lumière ou s'ils ne sont pas soumis à de fort champs gravitationnels, ces deux cas étant mieux modélisés par, respectivement, la relativité restreinte et la relativité générale.

### Citations originales
1. ↑  (en) « In claiming novelty for their doctrines, those natural philosophers who developed the “new science” of the seventeenth century frequently contrasted “Aristotelian” physics with their own. Physics of the former sort, so they claimed, emphasized the qualitative at the expense of the quantitative, neglected mathematics and its proper role in physics (particularly in the analysis of local motion), and relied on such suspect explanatory principles as final causes and “occult” essences. Yet in his Physics Aristotle characterizes physics or the “science of nature” as pertaining to magnitudes (megethê), motion (or “process” or “gradual change” – kinêsis), and time (chronon) (Phys III.4 202b30–1). Indeed, the Physics is largely concerned with an analysis of motion, particularly local motion, and the other concepts that Aristotle believes are requisite to that analysis »
2. ↑  (en) « we do not have knowledge of a thing until we have grasped its why, that is to say, its cause »
3. ↑  (en) « “In one way we say that the aition is that out of which. as existing, something comes to be, like the bronze for the statue, the silver for the phial, and their genera” (194b2 3—6). By “genera,” Aristotle means more general ways of classifying the matter (e.g. “metal”; “material”); and that will become important. A little later on. he broadens the range of the material cause to include letters (of syllables), fire and the other elements (of physical bodies), parts (of wholes), and even premisses (of conclusions: Aristotle re-iterates this claim, in slightly different terms, in An. Post II. 11).). »
4. ↑  (en) « Another [cause] is the form and the exemplar: this is the formula (logos) of the essence (to ti en einai), and its genera, for instance the ratio 2:1 of the octave” (Phys 11.3 194b26—8)... Form is not just shape... We are asking (and this is the connection with essence, particularly in its canonical Aristotelian formulation) what it is to be some thing. And it is a feature of musical harmonics (first noted and wondered at by the Pythagoreans) that intervals of this type do indeed exhibit this ratio in some form in the instruments used to create them (the length of pipes, of strings, etc.). In some sense, the ratio explains what all the intervals have in common, why they turn out the same. »
5. ↑  (en) « there is that which is the primary originator of the change and of its cessation, such as the deliberator who is responsible [sc. for the action] and the father of the child, and in general the producer of the thing produced and the changer of the thing changed »
6. ↑  (en) « Aristotle’s examples here are instructive: one case of mental and one of physical causation, followed by a perfectly general characterization. But they conceal (or at any rate fail to make patent) a crucial feature of Aristotle’s concept of efficient causation, and one which serves to distinguish it from most modern homonyms. For Aristotle, any process requires a constantly operative efficient cause as long as it continues. This commitment appears most starkly to modern eyes in Aristotle’s discussion of projectile motion: what keeps the projectile moving after it leaves the hand? “Impetus,” “momentum,” much less “inertia,” are not possible answers. There must be a mover, distinct (at least in some sense) from the thing moved, which is exercising its motive capacity at every moment of the projectile’s flight (see Phys VIII. 10 266b29—267a11). Similarly, in every case of animal generation, there is always some thing responsible for the continuity of that generation, although it may do so by way of some intervening instrument (Phys II.3 194b35—195a3) »
7. ↑  (en) « Goals have an explanatory function: that is a commonplace, at least in the context of action-ascriptions. Less of a commonplace is the view espoused by Aristotle, that finality and purpose are to be found throughout nature, which is for him the realm of those things which contain within themselves principles of movement and rest (i.e. efficient causes); thus it makes sense to attribute purposes not only to natural things themselves, but also to their parts: the parts of a natural whole exist for the sake of the whole. As Aristotle himself notes, “for the sake of” locutions are ambiguous: "A is for the sake of B" may mean that A exists or is undertaken in order to bring B about; or it may mean that A is for B’s benefit (De Anima II.4 415b2—3, 20—1); but both types of finality have, he thinks, a crucial role to play in natural, as well as deliberative, contexts. Thus a man may exercise for the sake of his health: and so “health,” and not just the hope of achieving it, is the cause of his action (this distinction is not trivial). But the eyelids are for the sake of the eye (to protect it : Parts of Animals II.1 3) and the eye for the sake of the animal as a whole (to help it function properly : cf. De Anima II.7). »
8. ↑  (en) « The four causes of animal generation can be summarized as follows. The mother and father represent the material and efficient causes, respectively. The mother provides the matter out of which the embryo is formed, while the father provides the agency that informs that material and triggers its development. The formal cause is the definition of the animal’s substantial being (Generation of Animals I.1 715a4 : ho logos tês ousias). The final cause is the adult form, which is the end for the sake of which development takes place »
9. ↑  (en) « which in turn, as parts, are matter for the functioning body as a whole (PA II. 1 646a 13—24) »
10. ↑  (en) « [There] is a certain obvious conceptual economy about the view that in natural processes naturally constituted things simply seek to realize in full actuality the potentials contained within them (indeed, this is what is for them to be natural); on the other hand, as the detractors of Aristotelianism from the seventeenth century on were not slow to point out, this economy is won at the expense of any serious empirical content. Mechanism, at least as practiced by Aristotle’s contemporaries and predecessors, may have been explanatorily inadequate — but at least it was an attempt at a general account given in reductive terms of the lawlike connections between things. Simply introducing what later reductionists were to scoff at as “occult qualities” does not explain — it merely, in the manner of Molière’s famous satirical joke, serves to re-describe the effect. Formal talk, or so it is said, is vacuous.

Things are not however quite as bleak as this. For one thing, there’s no point in trying to engage in reductionist science if you don’t have the wherewithal, empirical and conceptual, to do so successfully: science shouldn't be simply unsubstantiated speculative metaphysics. But more than that, there is a point to describing the world in such teleologically loaded terms: it makes sense of things in a way that atomist speculations do not. And further, Aristotle’s talk of species-forms is not as empty as his opponents would insinuate. He doesn't simply say that things do what they do because that's the sort of thing they do: the whole point of his classificatory biology, most clearly exemplified in PA, is to show what sorts of function go with what, which presuppose which and which are subservient to which. And in this sense, formal or functional biology is susceptible of a type of reductionism. We start, he tells us, with the basic animal kinds which we all pre-theoretically (although not indefeasibly) recognize (cf. PA I.4): but we then go on to show how their parts relate to one another: why it is, for instance, that only blooded creatures have lungs, and how certain structures in one species are analogous or homologous to those in another (such as scales in fish, feathers in birds, hair in mammals). And the answers, for Aristotle, are to be found in the economy of functions, and how they all contribute to the overall well-being (the final cause in this sense) of the animal. »
11. ↑  (en) « Aristotle’s theory of cognition rests on two central pillars: his account of perception and his account of thought. Together, they make up a significant portion of his psychological writings, and his discussion of other mental states depends critically on them. These two activities, moreover, are conceived of in an analogous manner, at least with regard to their most basic forms. Each activity is triggered by its object – each, that is, is about the very thing that brings it about. This simple causal account explains the reliability of cognition: perception and thought are, in effect, transducers, bringing information about the world into our cognitive systems, because, at least in their most basic forms, they are infallibly about the causes that bring them about (De Anima III.4 429a13–18). Other, more complex mental states are far from infallible. But they are still tethered to the world, in so far as they rest on the unambiguous and direct contact perception and thought enjoy with their objects »
12. ↑  (en) « continuation of motion depends on continued action of a force »
13. ↑  (en) « such a permanent type of impressed virtue for non-natural motion »
14. ↑  (en) « almost the opposite of the Aristotelian conception of violent motion of the projectile type, and it is rather reminiscent of the principle of inertia, i.e. Newton's first law of motion »
15. ↑  (en) « were accountable to the laws of physics »
16. ↑  (en) « The small or large rock will fall to the Earth along the path of a line that is perpendicular to the plane (sath) of the horizon; this is witnessed by experience (tajriba). And this perpendicular is away from the tangent point of the Earth’s sphere and the plane of the perceived (hissi) horizon. This point moves with the motion of the Earth and thus there will be no difference in place of fall of the two rocks. »